# Alphons J. van der Grinten

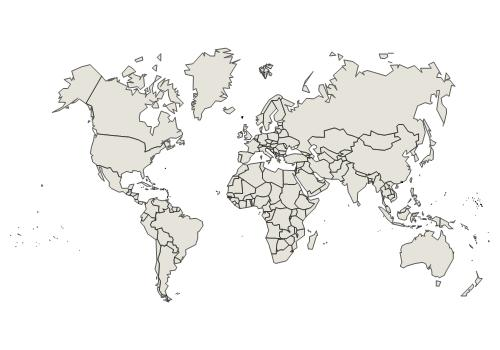
Weltkarte nach A. van der Grinten

Alphons Johann van der Grinten (* 10. April 1852 in Kranenburg (Niederrhein); † 21. Juni 1921 in Chicago) war ein deutsch-US-amerikanischer Kartograf.
Van der Grinten stammte aus Frasselt und war der Sohn eines Müllers und Bäckers. Sein Abitur machte er am Collegium Augustinianum Gaesdonck. Anschließend studierte er Ingenieurswesen an verschiedenen polytechnischen Hochschulen (nachweisbar sind Studienaufenthalte an den Hochschulen Aachen und Karlsruhe). Nach der Auswanderung in die USA 1881 wurde er 1887 US-amerikanischer Staatsbürger und heiratete 1889 eine Frau aus einer deutschen Einwandererfamilie. In den USA war er als Ingenieur und Kartograf tätig, letzteres u. a. für die Firma Rand McNally. Er wurde bekannt durch die Van-der-Grinten-Projektion zur Herstellung geographischer Karten.